# Беломордый бубал
Беломордый бубал, или бентбок, или бонтбок (лат. Damaliscus pygargus) — африканская антилопа подсемейства бубалов, распространённая в ЮАР. Выделяют два подвида: Damaliscus pygargus pygargus — бонтбок (англ. bontebock) и Damaliscus pygargus phillipsi — блесбок (англ. blesbock).

## Внешний вид
У бонтбока густая тёмно-коричневая шерсть с тёмными боками и верхними частями конечностей, а также с белым брюхом и нижними частями конечностей. У взрослых самцов шерсть с красноватым отливом. На морде белое пятно, простирающееся от основы рогов до пасти, сужаясь между глазами. У подвида Damaliscus pygargus phillipsi оно более узкое. У подвида
Damaliscus pygargus pygargus задняя часть тела, включая ноги, окрашена в белый цвет, что у его сородича выражено в меньшей степени. Холка заметно выдаётся вверх, голова длинная и острая. У обоих полов чёрные закрученные рога.

## Поведение

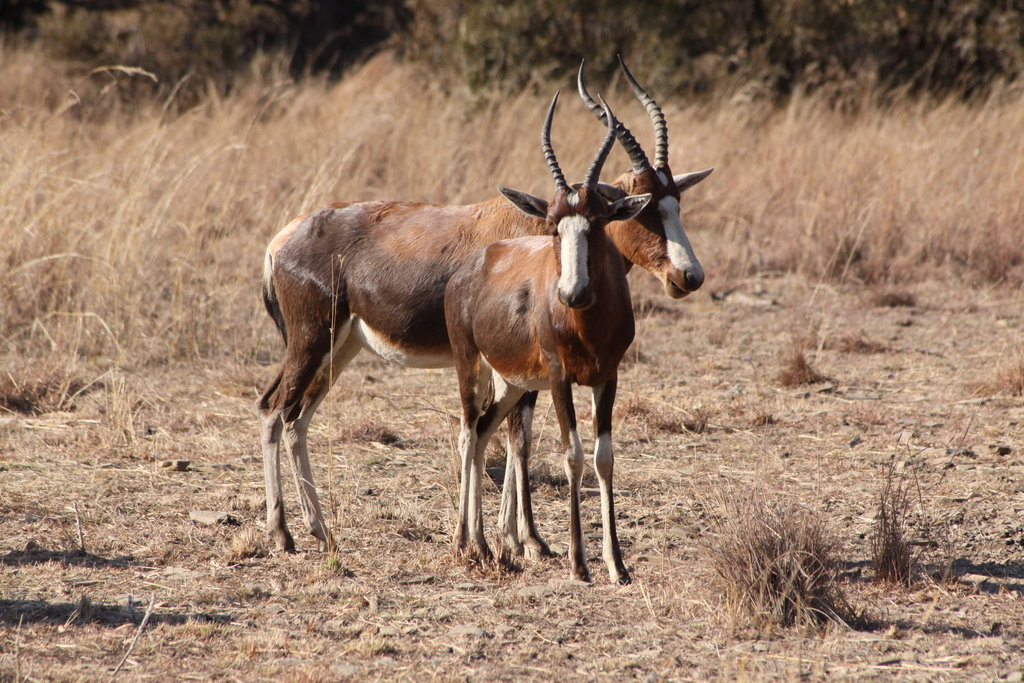
Два бонтбока

Самки бонтбока живут в небольших группах, состоящих в среднем из трёх особей. Самцы — хозяева ареалов и присоединяются к группам самок, когда те находятся на их территории. На определённый период времени они охраняют самок от других самцов.

## Охранный статус
Численность обоих подвидов сильно сократилась. В то время как количество Damaliscus pygargus phillipsi за последнее время смогло вновь слегка возрасти до 24 тысяч и стабилизироваться, Damaliscus pygargus pygargus остаётся очень редким. В дикой природе живут лишь около 1500 особей, ещё 2000 в зоопарках мира. Его численность, однако, также стабильная и МСОП оценивает этот подвид как не состоящий под угрозой. Так как оба подвида спариваются друг с другом, чёткие отличия иногда затруднительны. Для сохранения этого вида в ЮАР в 1931 году был открыт национальный парк Бонтебок, что является местным названием данного вида.